# Dalijat al-Karmel
Dalijat al-Karmel (hebrejsky דאלית אל-כרמל, arabsky دالية الكرمل, v oficiálním přepisu do angličtiny Daliyat al-Karmel) je místní rada (malé město) v Izraeli, v  distriktu Haifa, které bylo v letech 2003–2009 součástí města Ir Karmel.

## Geografie
Leží v nadmořské výšce 450 metrů v kopcovité a zalesněné krajině v pohoří Karmel, cca 75 kilometrů severovýchodně od centra Tel Avivu a cca 13 kilometrů jihovýchodně od Haify (nedaleko okraje její aglomerace).
Město je situováno v centrální části pohoří Karmel a v jeho okolí se rozkládají četné horské vrcholky. Na jihozápadní straně je to Har Mehalel, na jihovýchodě Keren Karmel. Na severozápadě od obce jsou to hory Har Šokef a Har Arkan. Vzhledem k poloze na nejvyšším bodě krajiny vedou od města na všechny strany četná vádí. Na severním okraji obce je to vádí Nachal Oren, na západ od města Nachal Bustan, k jihozápadu vedou Nachal Hod, Nachal Me'arot a Nachal Charuvim na jih Nachal Maharal, na jihovývhod Nachal Rakefet, na východ vádí Nachal Elroj.
Dalijat al-Karmel obývají arabsky mluvící izraelští Drúzové stejně jako sousední obec Isfija. V okolní krajině ale převažuje židovské osídlení. Město je na dopravní síť napojeno pomocí místní silnice číslo 672.

## Dějiny
Jde o nejlidnatější a nejjižněji situované drúzské sídlo v Izraeli. Vzniklo před cca 400 lety. Podle jiného zdroje počátkem 18. století. Zdejší Drúzové sem přišli z kopcovité krajiny v okolí města Aleppo v dnešní Sýrii. Tento původ se dodnes projevuje v místním arabském dialektu a také ve faktu, že nejpočetnější místní rodina se jmenuje Halabí. V obci se nachází drúzská svatyně Abú Ibrahím.
Po roce 1948 se Dalijat al-Karmel rozrůstal a roku 1951 získala dosavadní vesnice status místní rady (menšího města). Roku 2003 byly obce Dalijat al-Karmel a sousední Isfija sloučeny do města Ir Karmel. Šlo o jediné drúzské město v Izraeli. Vytvoření města bylo součástí programu izraelské vlády, v jehož rámci mělo dojít ke slučování obcí a tím k zefektivnění místní správy a samosprávy. Unie se ale neosvědčila. Město dlouhodobě čelilo špatné finanční situaci a dluhům. V roce 2009 byla například do obou jeho částí kvůli nespláceným účtům přerušena společností Mekorot dodávka vody. Na přání místních obyvatel bylo rozhodnuto město Ir Karmel rozpustit. 5. listopadu 2008 s tím souhlasil Kneset a v srpnu 2009 se obě původní historické obce, jež ho tvořily, osamostatnily.
Město je centrem obchodu a turistického ruchu. Stojí tu pomník drúzských vojáků, kteří padli ve službě v izraelské armádě. Pochází odtud izraelský drúzský politik a člen strany Likud Ajub Kara.

## Demografie
Dalijat al-Karmel je město s ryze arabskou populací, ve které převládají izraelští Drúzové. Jde o středně velké sídlo městského typu s trvalým růstem. K 31. prosinci 2017 zde žilo 17 200 lidí.
| Rok            | 1955  | 1961  | 1972  | 1983  | 1995   | 2000   | 2001   | 2002   | 2009   | 2010   | 2011   | 2012   | 2013   | 2014   | 2015   | 2016   | 2017   |
| -------------- | ----- | ----- | ----- | ----- | ------ | ------ | ------ | ------ | ------ | ------ | ------ | ------ | ------ | ------ | ------ | ------ | ------ |
| Počet obyvatel | 3 300 | 4 124 | 6 140 | 8 451 | 11 563 | 12 800 | 13 100 | 13 300 | 15 495 | 15 700 | 15 800 | 16 000 | 16 200 | 16 600 | 16 800 | 17 000 | 17 200 |

* údaje za roky 1955, 2000, 2002, 2010 a od roku 2011 zaokrouhleny na stovky